# UFC 278
UFC 278: Usman vs. Edwards 2 fue un evento de artes marciales mixtas producido por Ultimate Fighting Championship que tuvo lugar el 20 de agosto de 2022 en el Vivint Arena en Salt Lake City, Utah, Estados Unidos.

## Antecedentes
El evento marcará la segunda visita de la promoción a Salt Lake City, tras UFC Fight Night: Rodríguez vs. Caceres en agosto de 2016.
El combate por el Campeonato de Peso Wélter de la UFC entre el campeón (también ganador de peso wélter de The Ultimate Fighter: American Top Team vs. Blackzilians) Kamaru Usman y Leon Edwards encabezó el evento. La pareja se enfrentó previamente en UFC on Fox: dos Anjos vs. Cerrone 2 en diciembre de 2015 donde Usman derrotó a Edwards por decisión unánime.
Se esperaba un combate de peso medio entre el ex Campeón de Peso Medio de la UFC y de Strikeforce Luke Rockhold y el ex aspirante al título Paulo Costa en el UFC 277. Sin embargo, el combate fue pospuesto a este evento por razones desconocidas.
Para este evento estaba previsto un combate de peso mosca entre Víctor Altamirano y Jake Hadley. Sin embargo, después de que Hadley se retirara del combate debido a una lesión, fue sustituido por Daniel Lacerda.
Se programó un peso mosca femenino entre Miranda Maverick y Shanna Young para el evento. Sin embargo, el combate se canceló el día del pesaje debido a que Young fue hospitalizada por problemas de corte de peso.

## Resultados
1. ↑  Por el Campeonato Wélter de la UFC.
2. ↑  A Saldaña se le descontó 1 punto en el primer asalto por un rodillazo ilegal.

## Premios de bonificación
Los siguientes luchadores recibieron bonificaciones de $50000 dólares.
- Pelea de la Noche: Paulo Costa vs. Luke Rockhold
- Actuación de la Noche: Leon Edwards y Victor Altamirano